# Oszkár Mendlik
Oszkár Mendlik of Oscar Mendlik (Radvánc, Hongarije, 23 juni 1871 - Aerdenhout, 9 februari 1963) was een Nederlandse kunstschilder van Hongaarse komaf die vanaf 1901 woonachtig en werkzaam was in Nederland. Mendlik legt zich voornamelijk toe op het schilderen van de zee. Hij werkt niet in de traditie van de Nederlands maritieme schilderkunst, want hij wil geen "bootjesschilder" zijn. Slechts zee en lucht, soms strand of rotskust, zijn onderwerp van zijn ongestoffeerde zeegezichten.
In zijn Aerdenhoutse periode legt hij zich naast zeegezichten verder toe op het schilderen van portretten. Veelal zijn het de lokale notabelen die zich door Oscar Mendlik lieten vastleggen.
Bijzonder zijn de beschilderingen die Mendlik heeft ontworpen voor de Antoniuskerk in Aerdenhout. In 1953 is een groot deel van het houten interieur, waaronder de markante hanenbalken, in Hongaarse stijl beschilderd door leerlingschilder Istar Gyermek naar een ontwerp van Mendlik. Hoewel nu monumentaal beschermd werd in eerste instantie deze artistieke uitstap van Mendlik niet met lofzang ontvangen.

## Levensloop
Mendlik groeide op in Boedapest, waar zijn vader leraar wiskunde was en Oscar zijn klassieke opleiding kreeg aan het gymnasium. Na de voltooiing van het gymnasium bezocht Mendlik de tekenacademie te Boedapest waar ook een schilderklas aan verbonden was. Deze werd geleid door de in die tijd zeer succesvolle kunstschilder Bertalan Székely (1835-1910). In die periode heeft hij tijdens een reis naar Dalmatië voor het eerst de zee gezien die hem de rest van zijn leven is blijven inspireren. Toen schilderde hij ook zijn eerste zeegezicht. 
Nadat hij cum laude voor het eindexamen van de tekenacademie was geslaagd heeft hij zich gedurende drie jaar verder bekwaamd bij de meesterschool voor frescoschilders die onder leiding stond van professor Károly Lotz (1833 - 1904). Daarbij werkte hij als tekenleraar aan een Polytechnische Hogeschool te Boedapest.
Op voorspraak van onder anderen Lotz kreeg hij een stipendium, vergelijkbaar met de Prix de Rome, van de Hongaarse staat om zich verder in Rome te ontwikkelen. Daartoe kreeg hij de beschikking over een atelier in het Palazzo Venezia te Rome dat toen eigendom was van de Oostenrijk - Hongaarse dubbelmonarchie waar hij van 1898 tot 1900 gewoond en gewerkt heeft. Daar ontmoette hij de Nederlandse beeldhouwster Julie Mijnssen. Mijnssen is de eerste vrouw aan wie de Prix de Rome werd verleend. Zij trouwden in 1900 in Amsterdam en vestigden zich in 1904 definitief in Aerdenhout. Aan de Zandvoorterweg lieten zij een villa met twee ateliers bouwen. De villa kreeg de Hongaarse naam “Erdölak” ofwel “Boshuis". Het echtpaar kreeg een zoon, dr. Ferenc Mendlik (1901).
Hij behield zijn Hongaarse nationaliteit tot kort na de Tweede Wereldoorlog. Als goed in Nederlandse kringen ingevoerde Hongaar kon hij na de Eerste Wereldoorlog een rol van betekenis spelen bij het tijdelijk onderbrengen van Hongaarse kinderen in gastgezinnen zodat zij hier konden aansterken. Zijn zoon trouwde een Hongaars meisje en zij kregen vier kinderen van wie de oudste, Eva Mendlik, als beeldhouwster in de voetsporen trad van haar grootmoeder. Twee achterkleinkinderen Mendlik, Margit en Oscar, schilderen respectievelijk beeldhouwen.
Mendlik maakte, behalve toen dat vanwege de wereldoorlogen niet mogelijk was, tot op hoge leeftijd jaarlijks grote zeereizen, bij voorkeur op vrachtschepen. Zijn goede contacten met rederijen maakten dit mogelijk. Zo bevoer hij naast de Noordzee en de Middellandse zee alle oceanen. Hij maakte tijdens die reizen vele schetsen, aquarellen en impressies in olieverf die hij thuis in zijn atelier uitwerkte tot grote schilderijen. Daarnaast maakte hij veel portretten.
Zijn echtgenote Julie stierf in 1936. Mendlik bleef daarna alleen in Erdölak wonen, zij het dat hij in en na de oorlog verschillende evacués onderdak heeft verleend. Hij was lid van verschillende kunstenaarsverenigingen zoals Pulchri Studio en Kunst Zij Ons Doel en van de Rotary. Hij had een uitgebreide vriendenkring en organiseerde en nam deel aan vele culturele activiteiten zoals lezingen over literatuur en filosofie en muziekavonden.
Mendlik is 92 jaar oud geworden en is tot enkele maanden voor zijn dood blijven schilderen. Ter gelegenheid van zijn negentigste verjaardag is nog een ere-tentoonstelling gehouden in het Scheepvaarthuis te Amsterdam.

## Werk
Mendlik is opgeleid in de academische stijl van het eind van de negentiende eeuw. In zijn jonge jaren was hij een groot bewonderaar van de romantische schilder Arnold Böcklin, die op zijn mythologisch geïnspireerde doeken ook de geheimzinnigheid van het water uitbeeldde. Toen Mendlik aan de Adriatische kusten de zee ontdekt had, daardoor gefascineerd was geraakt en deze tot onderwerp van zijn schilderijen had gemaakt, was het vooral zijn leermeester Lotz die hem stimuleerde zich hier verder aan te wijden. In zijn jaren in Rome heeft hij aanvankelijk vooral kusten geschilderd. Ook maakte hij een romantische compositie, de "Fliegende Holländer", waarop een vaag zeilschip op een woeste zee te zien is. Kort daarop begon hij zich geheel te concentreren op de elementen water en lucht. Hierdoor verwierf hij zijn bekendheid als schilder van "ongestoffeerde marines". Dit was een heel bewuste keuze die door vele kunstbroeders en -critici vaak niet is gewaardeerd en begrepen. Mendlik liet bij voorkeur alles weg wat afleidde van de aanblik van de zee met de natuurkracht water als oorsprong van de schepping. Hoewel Mendlik wars was van modernistische stromingen in de schilderkunst en naar de natuur wilde schilderen verliet hij hiermee toch de gebaande wegen, strevend naar het weergeven van de essentie van zijn thema.
Onder de circa 260 portretten die Mendlik geschilderd heeft zijn er vele waarmee hij de essentie van uiterlijk en karakter van de afgebeelde persoon wist te vangen. In zijn boek over Oscar Mendlik trekt Grad de Graaff parallellen tussen portretten en de zeeën van Mendlik. Hij werpt de vraag op of Mendlik portretschilder van de zee genoemd kan worden. In ieder geval geldt voor beide categorieën schilderijen dat zij van nature beweeglijke onderwerpen verstild uitbeelden maar toch de beweging tot uitdrukking brengen.

## Tentoonstellingen
- 1917 Mendlik heeft deelgenomen aan de Hongaarse kunsttentoonstelling in het Stedelijk Museum te Amsterdam
- Zomer 1941, overzichtstentoonstelling Haarlem. De tentoonstelling is geopend door dr Bierens de Haan, die tevens een sonnet schreef voor de catalogus.
- 19 december 1941 - 17 januari 1942, eretentoonstelling in Kunstzaal Van Wisselingh & Co, Amsterdam.

## Fotogalerij

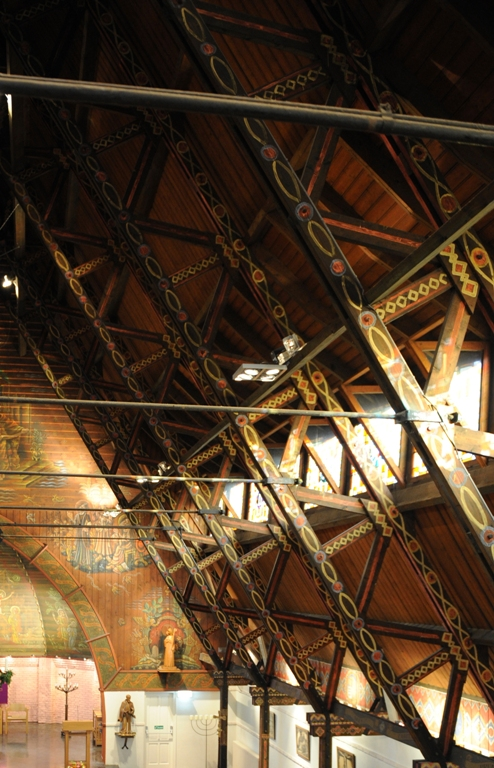
Beschilderingen Hanebalken Antoniuskerk
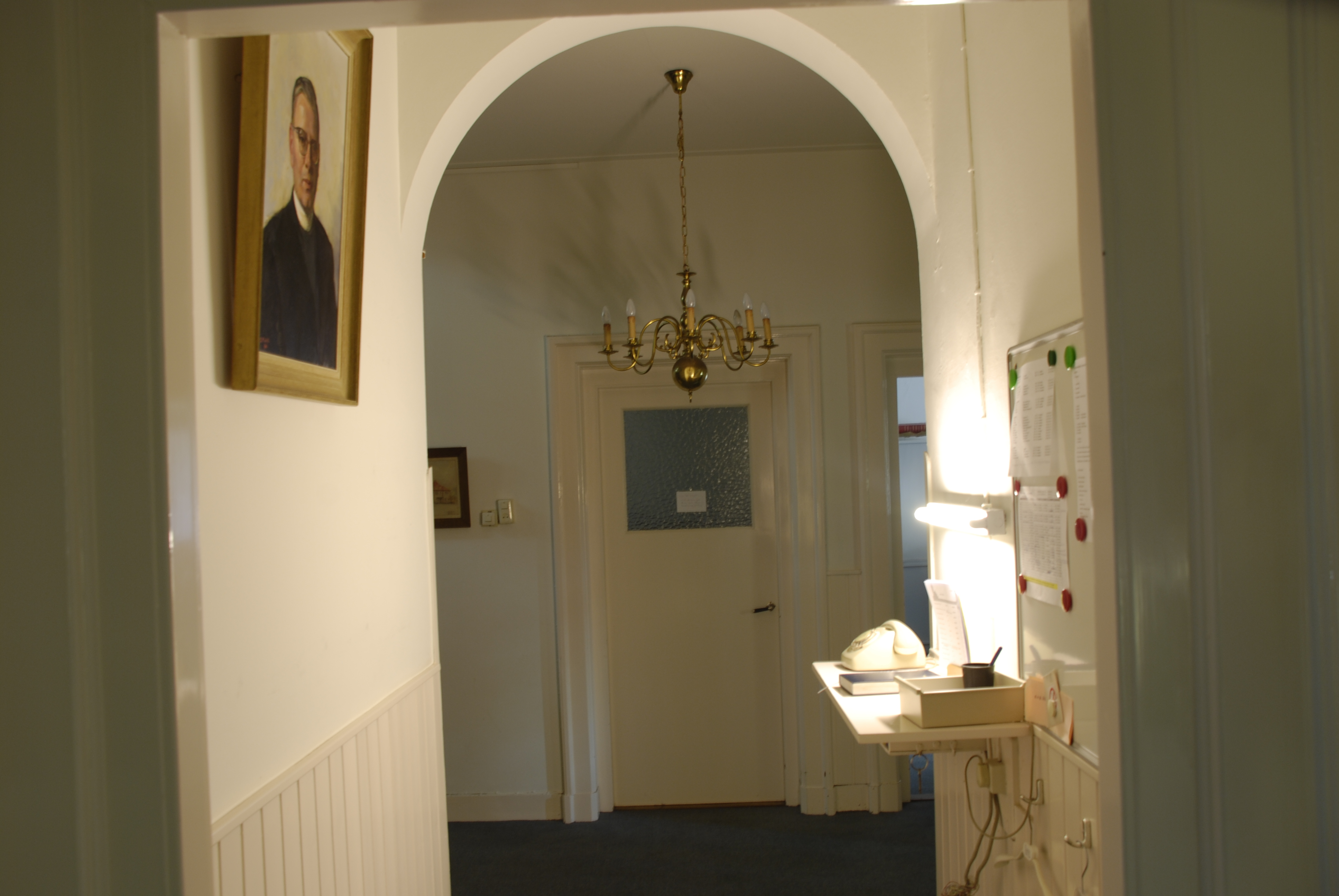
dorpspastoor - portret in pastorie Aerdenhout

- Biografisch Portaal: 30294495
- International Standard Name Identifier: 0000 0003 9657 7711
- Nederlandse Thesaurus van Auteursnamen: 071915427
- RKD-Nederlands Instituut voor Kunstgeschiedenis: 55206
- Virtual International Authority File: 291516136
- WorldCat: E39PBJrC8wHtHYwd7Bt83rTvHC